# 聖熱拉爾杜阿拉瓜亞

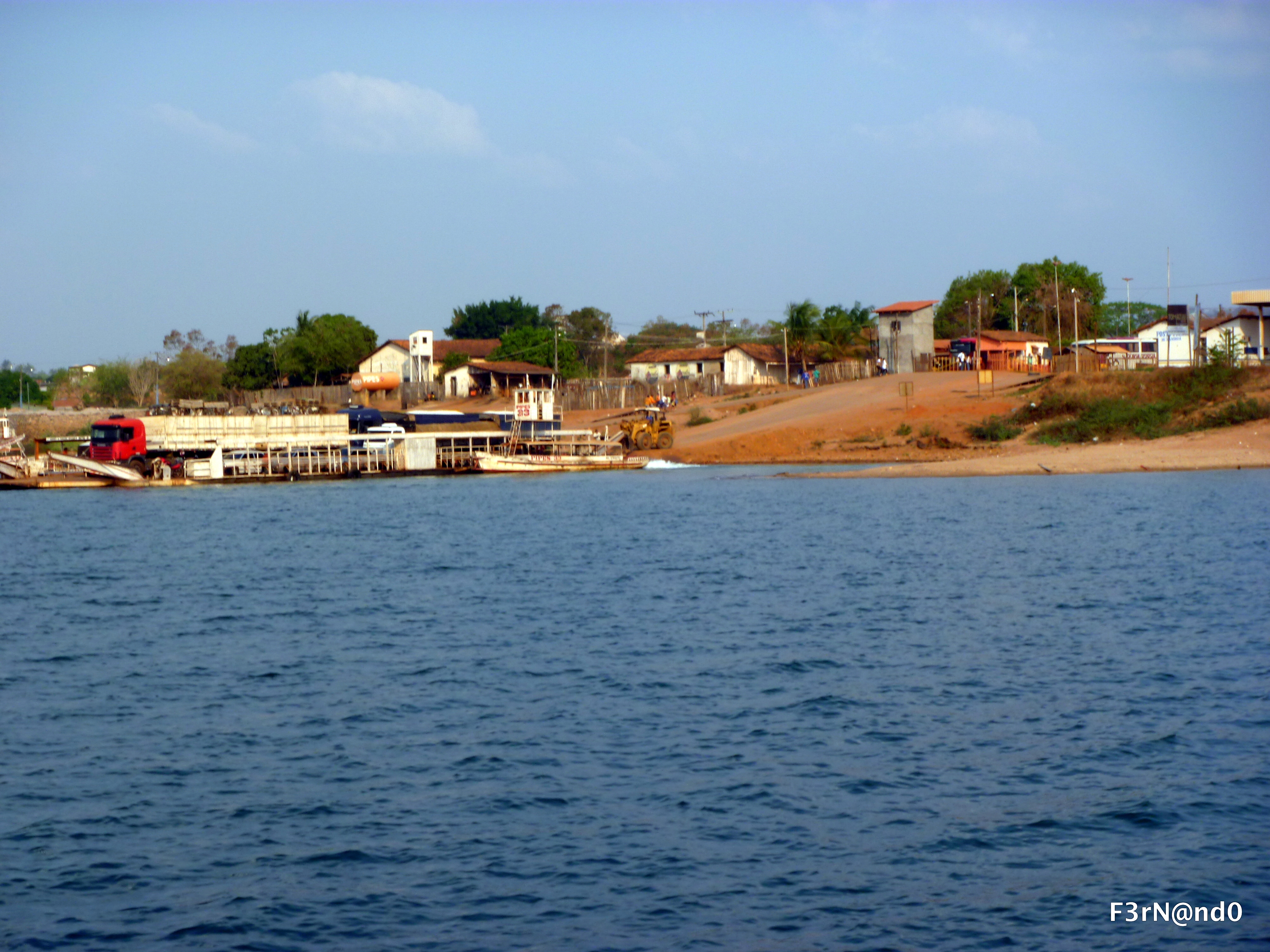
聖熱拉爾杜阿拉瓜亞

聖熱拉爾杜阿拉瓜亞（葡萄牙語：São Geraldo do Araguaia），是巴西的城鎮，位於該國北部，由帕拉州負責管轄，始建於1988年5月10日，面積3,168平方公里，海拔高度145米，2010年人口25,587，人口密度每平方公里8.08人。